# Marija Turk
Marija Turk (Sveti Vid na Krku, 12. studenoga 1947.), hrvatska jezikoslovka.

## Životopis
Rođena je 12. studenoga 1947. godine u Svetom Vidu na otoku Krku. Diplomirala na Filozofskom fakultetu u Zadru 1976., magistrirala 1982. na Filozofskom fakultetu u Zagrebu, doktorirala je na istome fakultetu 1987. godine s temom iz fonologije hrvatskoga jezika.
Redovitom je profesoricom na Riječkom sveučilištu. Dobitnice Nagrade HAZU za 2013. godinu u području filoloških znanosti za knjigu "Jezično kalkiranje u teoriji i praksi. Prilog lingvistici jezičnih dodira."(Hrvatska sveučilišna naklada – Filozofski fakultet u Rijeci, Zagreb – Rijeka, 2013.)

## Djela
Objavila 48 znanstvenih radova, 9 prikaza znanstvenih radova, desetak stručnih radova.